# Liste der Stolpersteine in Mettmann
Die Liste der Stolpersteine in Mettmann enthält die Stolpersteine, die vom deutschen Künstler Gunter Demnig in der Stadt Mettmann verlegt wurden. Stolpersteine sind Opfern des Nationalsozialismus gewidmet, all jenen, die vom NS-Regime deportiert, ermordet, in die Emigration oder in den Suizid getrieben wurden. Demnig verlegt für jedes Opfer einen eigenen Stein, im Regelfall vor dem letzten selbst gewählten Wohnsitz.

## Verlegte Stolpersteine
| Stolperstein | Übersetzung | Verlegeort                       | Name, Leben                                  |
| ------------ | --- | -------------------------------- | -------------------------------------------- |
|              | HIER WOHNTE KARL HEINZ BACH JG. 1934 DEPORTIERT 1941 ŁODZ FÜR TOT ERKLÄRT                                                                                                   | Mühlenstraße 30 ·                | Karl Heinz Bach (1934–1941)                  |
|              | HIER WOHNTE LORE LISETTE BACH JG. 1933 DEPORTIERT 1941 ŁODZ FÜR TOT ERKLÄRT                                                                                                 | Mühlenstraße 30 ·                | Lore Lisette Bach (1933–1941)                |
|              | HIER WOHNTE MAX BACH JG. 1905 DEPORTIERT 1941 ŁODZ FÜR TOT ERKLÄRT | Mühlenstraße 30 ·                | Max Bach (1905–1941)                         |
|              | HIER WOHNTE RACHEL JUDIS BACH JG. 1939 DEPORTIERT 1941 ŁODZ FÜR TOT ERKLÄRT                                                                                                 | Mühlenstraße 30 ·                | Rachel Judis Bach (1939–1941)                |
|              | HIER WOHNTE SELMA BACH GEB. STERNBERG JG. 1907 DEPORTIERT 1941 ŁODZ FÜR TOT ERKLÄRT                                                                                         | Mühlenstraße 30 ·                | Selma Bach geb. Sternberg (1907–1941)        |
|              | HIER WOHNTE PAUL ERHARD CLAUSNITZER JG. 1908 VERHAFTET 1944 ENTHAUPTET FESTUNG TORGAU                                                                                       | Bahnstraße 10 ·                  | Paul Erhard Clausnitzer (1908–1944)          |
|              | HIER WOHNTE KAPLAN JOHANNES FLINTROP JG. 1904 DEPORTIERT 1942 DACHAU ERMORDET 18.8.1942                                                                                     | Johannes-Flintrop-Straße 25–27 · | Johannes Flintrop (1904–1942)                |
|              | HIER WOHNTE JOHANNE GESINK JG. 1892 AUSGEWIESEN 1936 POLEN - AUSCHWITZ TOT AUF DEM MARSCH - BERGEN - BELSEN                                                                 | Römerstraße 18 ·                 | Johanne Gesink (1892–?)                      |
|              | HIER WOHNTE MATHILDE HENGEVELT GEB. NICOLAS JG. 1912 VERHAFTET 1944 ENTHAUPTET IN BERLIN                                                                                    | Düsseldorfer Straße 124 ·        | Mathilde Hengevelt, geb. Nicolas (1912–1944) |
|              | HIER WOHNTE WILHELM HENGEVELD JG. 1906 VERHAFTET 1944 ENTHAUPTET ZUCHTHAUS BRANDENBURG                                                                                      | Düsseldorfer Straße 124 ·        | Wilhelm Hengeveld (1906–1944)                |
|              | HIER WOHNTE HINDA KOWALSKI GEB. ORENSTEIN JG. 1900 DEPORTIERT 1941 ŁODZ VERSCHOLLEN                                                                                         | Düsseldorfer Straße 75 ·         | Hinda Kowalski, geb. Orenstein (1900–?)      |
|              | HIER WOHNTE ISIDOR KOWALSKI JG. 1894 DEPORTIERT 1941 ŁODZ VERSCHOLLEN | Düsseldorfer Straße 75 ·         | Isidor Kowalski (1894–?)                     |
|              | HIER WOHNTE MARTHA KOWALSKI JG. 1923 DEPORTIERT 1941 ŁODZ FLUCHT ENGLAND / USA ÜBERLEBT                                                                                     | Düsseldorfer Straße 75 ·         | Martha Kowalski (1923–)                      |
|              | HIER WOHNTE WERNER KOWALSKI JG. 1928 DEPORTIERT 1941 ŁODZ VERSCHOLLEN | Düsseldorfer Straße 75 ·         | Werner Kowalski (1928–?)                     |
|              | HIER WOHNTE KAROLINA SCHMIDT GEB. BACH JG. 1897 VERHAFTET ENDE 1944 BEI DÜREN GEFÄNGNIS KLINGELPÜTZ 1945 HUNSWINKEL FLUCHT AUF TRANSPORT ÜBERLEBT                           | Oberstraße 14 ·                  | Karolina Schmidt, geb. Bach (1897–)          |
|              | HIER WOHNTE LISELOTTE IRMA SCHMIDT JG. 1923 VERHAFTET ENDE 1944 BEI DÜREN GEFÄNGNIS KLINGELPÜTZ 1945 HUNSWINKEL FLUCHT AUF TRANSPORT ÜBERLEBT                               | Oberstraße 14 ·                  | Lieselotte Irma Schmidt (1923–)              |
|              | HIER WOHNTE WILHELM FRIEDRICH SCHMIDT JG. 1891 ENDE 1944 GEFLÜCHTET BEI DÜREN VERHAFTET GEFÄNGNIS KLINGELPÜTZ BUCHENWALD BEFREIT                                            | Oberstraße 14 ·                  | Wilhelm Friedrich Schmidt (1891–)            |
|              | HIER WOHNTE AUGUSTE HILDEGARD SIMSON JG. 1906 DEPORTIERT VERSCHOLLEN IN AUSCHWITZ                                                                                           | Goethestraße 26                  | Auguste Hildegard Simson (1906–?)            |
|              | HIER WOHNTE FANNY SIMSON JG. 1905 DEPORTIERT RIGA VERSCHOLLEN | Goethestraße 26                  | Fanny Simson (1905–?)                        |
|              | HIER WOHNTE GUSTAV SIMSON JG. 1903 DEPORTIERT KOWNO TOT 22.5.1944 | Goethestraße 26                  | Gustav Simson (1903–1944)                    |
|              | HIER WOHNTE WILHELM FEODOR SIMSON JG. 1902 DEPORTIERT VERSCHOLLEN IN AUSCHWITZ                                                                                              | Goethestraße 26                  | Wilhelm Feodor Simson (1902–?)               |
|              | HIER WOHNTE KARL VÖGTEL JG. 1902 MITGLIED / KPD AUSGEWANDERT SOWJETUNION VERHAFTET / AUSGEWIESEN 1933 ´NS RÜCKWANDERHEIM´ METTMANN VERHAFTET 11.2.1938 BUCHENWALD / BEFREIT | Gruitener Straße 4 ·             | Karl Vögtel (1902–)                          |
|              | HIER WOHNTE KARL WAGNER JG. 1899 IM WIDERSTAND / KPD SEIT 1933 MEHRFACH VERHAFTET BUCHENWALD BEFREIT                                                                        | Oberstraße 14 ·                  | Karl Wagner (1899–)                          |

## Verlegedaten
- 1. Dez. 2003: Düsseldorfer Straße 75, Goethestraße, Johannes-Flintrop-Straße 25–27, Mühlenstraße 30
- 30. Okt. 2007: Bahnstraße 10, Düsseldorfer Straße 124, Römerstraße 18
- 25. Jan. 2022: Oberstraße 14
- 26. Jan. 2023: Gruitener Straße 4[2]